# Harley-Davidson
A Harley-Davidson Motor Company amerikai motorkerékpár-gyártó cég, amelyet William S. Harley és a Davidson fivérek alapítottak 1903-ban. A legendás márka egyedien átalakított limitált modelljeiről és nagy teljesítményű, szériagyártású motorjairól lett híres.

## Története

### Sufniból Indult

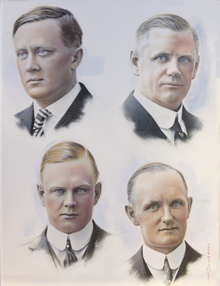
Óramutató járásával egyező irányban a bal felső sarokban: William S. Harley, William A. Davidson, Walter C. Davidson, Arthur Davidson

A prototípus még egy 10,2 köbinches (167,15 köbcentiméteres) motorral készült, de már a készülő járművek „lelke” az úgynevezett F-hengeres 24,74 köbinches (405,41 köbcentiméteres) hengerűrtartalmú szívómotor volt, ami mindössze 2-3 lóerős teljesítményű volt. A motor, hogy beinduljon, be kellett pedálozni, a hátsó kereket pedig szíjáttétellel hajtották. Egy 1904 elejéről származó, Number One feliratot viselő motorral, s 1905-ben gyártott vázzal szerelt gépezet ma is látható a cég milwaukee-i az egykori Chestnut Streeten (később Juneau Avenue-re kereszteltek át) álló központjában. 1906-ban itt építették fel a Harley-Davidson első gyárépületét. A járművek első eladásra szánt példányait még nem itt, hanem a Davidson család telkén, egy 13 m2 alapterületű fészerben készültek. A bódé ajtaján 1903-ban már a Harley-Davidson Motor Company felirat díszelgett. Abban az évben 3 járművet sikerült eladásra szánva elkészíteni. Az első gépeket feketére festették, aranyszínű festékkel csíkozták, vörös és arany betűkkel került fel a másfél gallonos (5,7 literes) üzemtartály oldalára a Harley-Davidson felirat. A színezésről a Davidson testvérek (és Arthuron kívül a cégbe fokozatosan belépett Walter és William A.) nagynénje, Janet gondoskodott. Az első vásárlók egyike, az egykori iskolatárs Henry Meyer, az első Harley-Davidson-márkakereskedő pedig C. H. Lang volt. 1904-ben típusazonosító számmal is ellátták a motorokat, abban az évben a Model 0-sok készültek. 1905-ben a vállalkozás már kezd komollyá válni. 5 motor készül az eredetinek immár duplájára növelt területű fészerben. Walter C. Davidson minden idejét az immár egy teljes munkaidős alkalmazottakat foglalkoztató cég irányítására szenteli. 1905. július 4-én egy Harley-Davidsonnal (amely 64 km/h sebességre volt képes) Chicagóban megnyernek egy 15 mérföldes versenyt 19 perc 2 másodperces eredménnyel. Ez a siker is hozzájárult a márka ismertté válásához.

### A szimbolikus V

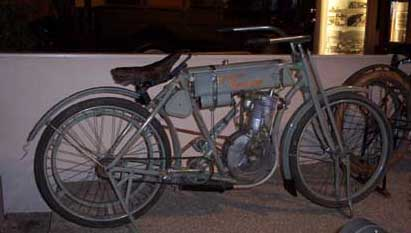
egy 1907-es modell

A gyártás kinőtte a család sufniját, ezért 1906-ban a Chestnut Streeten megalapították az első saját üzemet. Abban az esztendőben már 6 teljes munkaidős munkást foglalkoztató üzemben közel 50 járművet tudtak készíteni. Megjelent a cég első katalógusa, amiben a 26,8 köbinches (438,71 köbcentis) lökettérfogatúra növelt motorú Model 2-es a Silent Grey Felow (a nevét Csendes Szürke Társnak szokták fordítani). Az elnevezést onnan kapta, hogy a kipufogó zaját ekkor már tompították, a motoroknál pedig a fekete szín mellett megjelent a választható szürke szín is. 1907. szeptember 17-én hivatalosan is bejegyzik a Harley-Davidson Motor Company részvénytársaságot. A zárt cég elnöke Walter C. Davidson, a helyettes és műszaki igazgató William A. Davidson, a titkár és az általános értékesítési igazgató Arthur Davidson, a főmérnök és a kincstárnok William S. Harley lett. A Model 3-as motor kezdte a valódi motorkerékpár formáját ölteni, megjelent a rugózott első villa. Ebben az évben 150 jármű készült. A rendőrség Detroitban szolgálatba állít egy járművet. A cég ekkor megépít egy V elrendezésű, egymással 45°-os szöget bezáró, kéthengeres motor prototípusát. A sorozatgyártásig még 1909-ig várni kell. Az eredeti egyhengerest 30,16 köbinches (494,23 köbcentis) hengerűrtartalmúra növelve gyártásban marad, és mellette megjelenik a Model 5 V-Twin a 49,48 köbinches (810 köbcentis) lökettérfogattal. A kipufogó szelepek viszont nem voltak megbízhatóak, ezért 1910-ben a V-motor el is tűnt. A probléma kiküszöbölése után a V-Twin motor 1911-ben kerül vissza a gyártásba, s máig ott is maradt. Máig használatos az 1910-ből származó Bar & Shield (Sáv és Pajzs) embléma, amelyet a cég védjegyeként a következő évben az Egyesült Államok Szabadalmi Hivatala be is jegyzett.

### A Rajongó
A gépek ettől kezdve fokozatosan erősödtek. Megjelenik a szíj helyett a lánchajtás 1912-ben, valamint a 61 köbinches (999,61 köbcentis) V-motor, 1913-ban pedig a 35 köbinches (573,55 köbcentis) F-motor, ugyanebben az éven a cég hivatalos versenycsapatot alakított ki.
1914-ben a pedálok helyére berúgókar került és néhány modellre lábtartót is szereltek. 1915-ben a kéthengeres motorok háromsebességes váltót kaptak, ezáltal gyorsabbak lettek. Megjelent a mechanikus hajtású olajszivattyú és bevezették az elektromos világítást is. Ez az utolsó év mikor számozzák a modell éveket, 1916-ban a Model B és C, a kéthengeresek Model E és F valamint J jelzéssel jelennek meg. Ezek az utcai motorok, de ott vannak még az S, R, T jelzésű verseny motorok is. A Harley-Davidson igazán erőre kap, negyedévenkénti rendszerességgel (angol és spanyol nyelven) megjelenteti a The Enthusiast (A Rajongó) című motoros magazint, amelyben a kereskedőket és a vásárlókat tájékoztatják a technikai újdonságokról.

### A legnagyobb

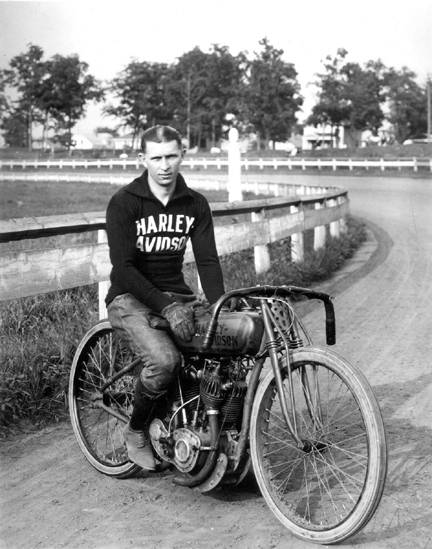
a kerékpár

A mexikói határon Pancho Villával folytatott csaták során bebizonyosodott, hogy a motorok katonailag is hasznosíthatók. Az első világháború folyamán a cég mintegy 20’000 járművet gyártott a katonaságnak. (Mivel Európából nem lehetett importálni őket, a cég 1921-ig kerékpárokat is gyártott). 1918-ban befejezik az F-hengerű egyhengerest. Ugyanekkor megjelenik a váz hosszába beépített kéthengeres, fekvőhengeres motorú gép, ami 35,64 köbinches (584,03 köbcentis) lökettérfogatú Model W. Ez a modell nem aratott nagy sikert, ezért 1923-ban befejezték a gyártását. 1920-ra 27’000-28’000 motorkerékpárt előállítva a világ legnagyobb gyártóvá vált. Több mint 2000 viszonteladó forgalmazta a motorokat 67 országban. Néhány év szünet után visszatért az F-egyhengeres, de 37 köbinches (606,32 köbcentis) változatban. Igaz a következő évben már nem is gyártották. A Model FD és JD néven 73,20 köbinches (1200 köbcentis) V-motorokkal szerelik fel az új gépeket. A JD 1930-ig a vezető modell marad. 1925-ben vezették be minden modellen a csepp alakú tankot. A Model W sikertelenségének ellensúlyozására a cég lapos hengerfejes motorok gyártásba fogott. A1 köbinches (344,13 köbcentis) A, AA illetve B, BA modellek oldalt, illetve az utóbbiak felülszerelt változatban is kaphatóak voltak. Ebből a sorozatból kifejlesztett sportgépek a sajátos kipufogó hangja miatt a Peashooter (Borsópuska) becenevet kapták.

### ”Becézett” motorok

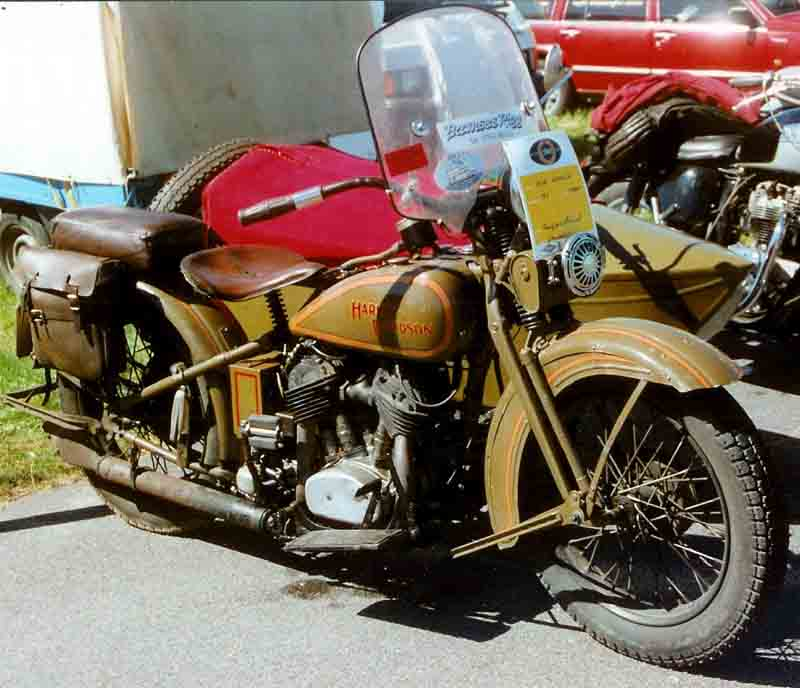
egy 1931-es modell

1930-ban megjelenik a 73,20 köbinches Model V gyártása, s ezzel elkezdődik a legendás valamilyen becenévvel illetett motorok sorjázása. Ez az erőforrás a híres Flathead (Laposfejű), melynek variációit 1973-ig szerelték be a Sevi-Car modellek-be. Bár a nagy gazdasági világválság a Harley-Davidsont is alaposan megviselte, de talpon tudott maradni. Összes hazai vetélytársa közül erre egyedül csak az Indian volt képes. A cég nagy dobásának bizonyult a Model G Servi-Car megalkotása. A háromkerekű gép ettől kezdve négy évtizeden át a legnépszerűbb szállító és rendőrségi eszköz maradt az Egyesült Államokban, de ennek ellenére a cég 1933-at is vegetálta, a termelés az 1910-es szintre esett vissza.

### A Frontharcos

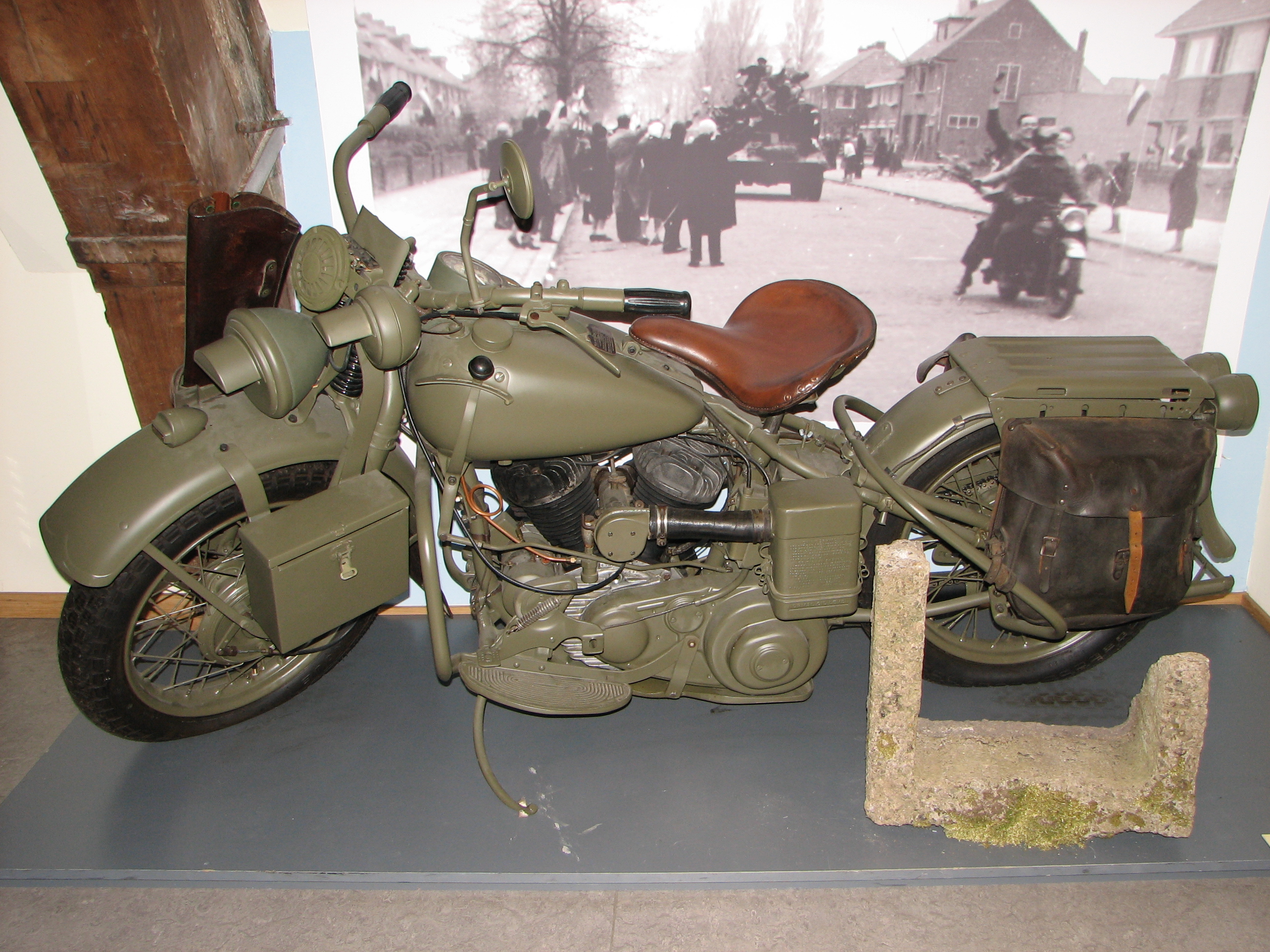
egy katonai Harley-Davidson

1935-ben megjelenik a Model V számára a 80 köbinches (1310,96 köbcentis) motorváltozat és eltűnnek az egyhengeresek. A világválságból kilábalás biztos jeleként már készen állt a 61 köbinches Knucklehead (Ökölfejű) motor terve, melyet az 1936-os E-sorozat modelljeibe építettek be. Újratervezik a lapos hengerfejes motorokat így beindul a 45 köbinches W, és a 73,20 és a 80 köbinches U jelzetű sorozatok gyártása. A WL modell lesz az alapja a katonai WLA típusnak. A második világháború alatt is használták őket. Az 1941-es Pearl Harbor elleni támadást követően a cég majdnem teljes termelése a szövetséges haderőket szolgálta ki. A háború végéig 88 000-90 000 darab WLA és WLC modellt készítettek. Katonai járművek voltak még az XA és U sorozatok is. 1942-ben, 66 éves korában hunyt el a Harley-Davidson első elnöke, Walter C. Davidson. 1943-ban , 66 éves korában hunyt el a másik névadó, William S. Harley is.

### Újra egy hengerrel
A háborút követően újult erővel indult be a gyártmányfejlesztés. A Harley-Davidson a Model S „személyében” kétütemű gépeket kezd el gyártani. A 125 köbcentis, léghűtéses, egyhengeres, eredetileg a német DKW gyártási joga visszakerül Amerikába és 1947-ben jelenik meg a választékban . Ugyan ebben az évben a Knucklehead ideje lejárt. 1948-ban a helyét a 73,20 köbinches Panhead (Fazékfej) veszi át az E és F jelzetű modellekben. 1949-ben a friss sorozatok hidraulikus lengéscsillapító első villát kapnak, ezek a modellek a Hydra Glide elnevezést kapják, mivel a hidraulikus megoldás révén szinte suhantak az úton. A sikert nem sokáig élvezhette Atrhur Davidson, mert 1950 decemberében egy autóbalesetben elhunyt. A könnyűsúlyú motorok előfutára a 125 köbcentis Model S, de ezzel a hengerűrtartalommal 1952-ben befejezik a gyártását és megjelenik a 45 köbinches (737,42 köbcentis) motorral felszerelt Model K. Ez a motor a gyors és könnyű brit importmotorok kihívására adott válasz volt.

### Sportosabban
A cég éppen az 50. születésnapját ünnepelte, mikor a legnagyobb rivális az Indian 1953-ban kivonult a piacról. Így hosszú időre a Harley-Davidson maradt a amerikai piac legjelentősebb gyártója. A születésnapot új embléma megalkotásával is emlékezetessé tették. Az embléma egy V betűt formázott (a nevezetes kéthengerest megjelenítve) és a „Harley-Davidson, 50 év amerikai gyártmány” feliratot viselte. Az embléma hivatalosan az 1954-es modellév motorjainak a sárvédőjét díszítette. 1953-ban jelent meg a Model S nagyobb 125 köbcentis lökettérfogatú verziója a Model ST. A Model S ezzel ki is merült a választékból, de 1954-ben Hummer (Zümmögő) néven térjen oda vissza. A Sportster elődei sorában a K sorozatot a KH váltja fel, ez nem sokáig szerepel a kínálatban, azzal együtt, hogy 1956 májusában a The Enthusiast címlapján Elvis Presley szerepel egy KH sportmodell nyergében. 1957-re már a múlté lett a KH, hogy átadja a helyét a Model XL-nek, azaz Sportsternek. Ezzel új legenda született.

### Versenykényszer
1949-ben megjelent a Hydra Glide modellek továbbfejlesztett változata a Duo Glide-ok , melyek hátsó hidraulikus felfüggesztéssel is rendelkeztek. Ezzel acég egyeduralkodóvá vált a nagy teljesítményű túragépek piacán az Egyesült Államokban. Az 1950-es években jöttek létre a modellekre (a V-Rod kivételével) a máig jellemző formák. 1959-ben jelentek meg a vetélytársnak számító japán termékek az amerikai piacon, a Harley-Davidson éppen abban az évben fejezte be a Model S gyártását, mikor a Honda megjelent az ő 50 köbcentisével Válaszul az amerikaiak megalkották az első, s eddig egyetlen igazi Harley-Davidson robogóval, a Topperrel (Fickó). A könnyű gépek gyártási bázisa az olasz Aermacchi cég lett, megvették a részvényeinek többségét. A Model ST-t megújította Model BT Super 10 néven. Az Aermacchival való együttműködés során, 1961-ben jelent meg nagy választékban az egyhengeres, fekvőhengeres, 250 köbcentis, négyütemű Sprint .A Sprintet 1974-ig gyártották és ez volt a legsikeresebb kis-kategóriás gép az Amerikai Egyesült Államokban. 1962-ben újabb vásárlást hajt végre, mert felismerte az üvegszálas elemek hasznosságát a motorkerékpár gyártásban. Megvette a wisconsini Tomahawk Boat Company részvényeinek 60 százalékát, majd 1963-ban divízióként csatolták a Harley-Davidson szervezetéhez a hajógyárat. A Model B sorozaton belül 1962-ben a 165 köbcentisek gyártását kifuttatják, de feltűnnek a 175 köbcentis gépek, ez utóbbi Pacer (Futár) és Scat (Sipirc) néven futnak tovább.

### Duo és Electra

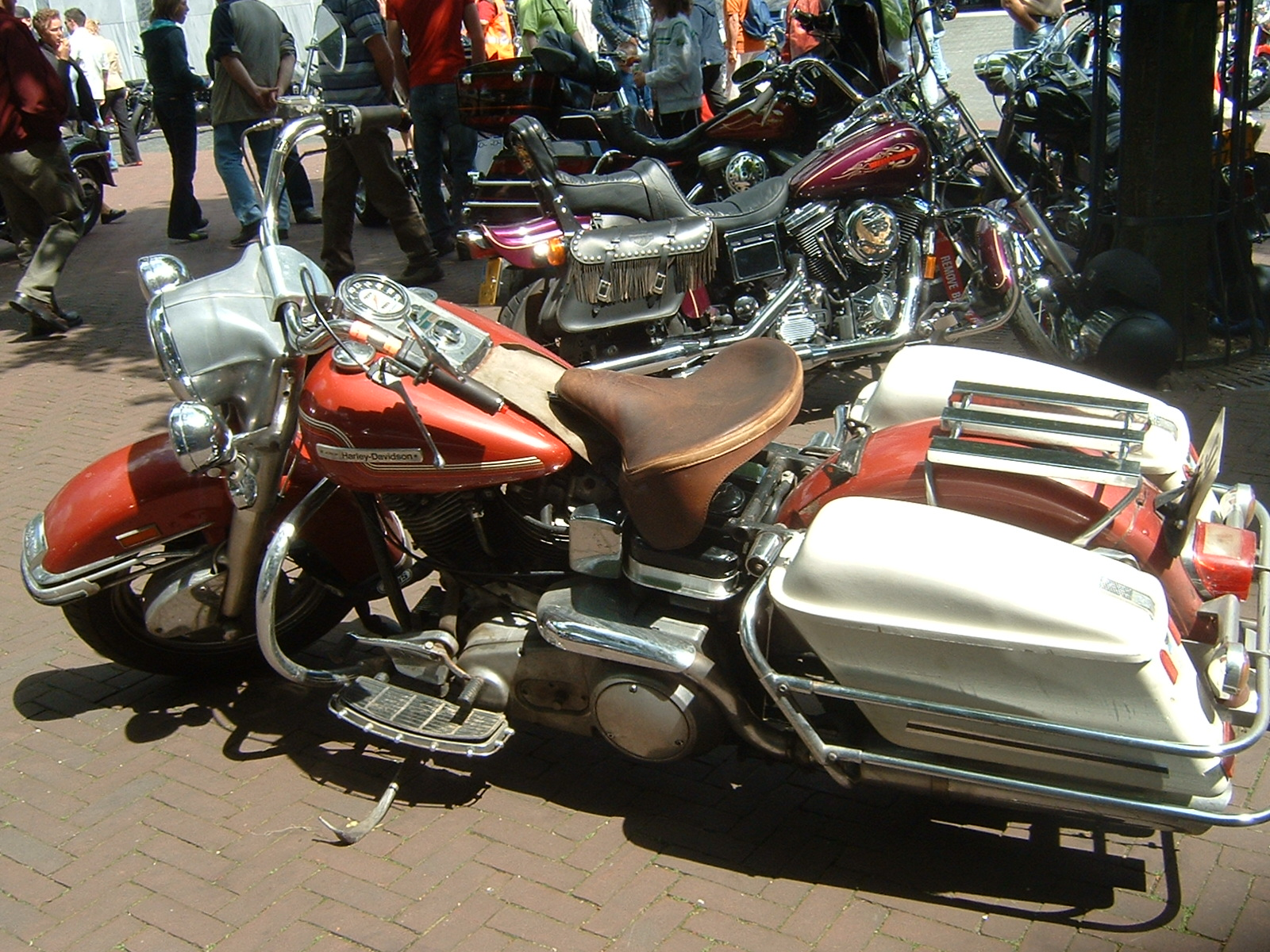
az Electra Glide

1963-ban a cég csapatához formatervezési igazgatóként Willie G. Davidson került. 1964-ben a Model G, azaz a háromkerekű Servi-Car elektromos önindítót kapott, mert a japánok már ezt a műszaki megoldást használják a 125 köbcentis motorjaikhoz. A Harley-Davidson óvatos, ezért a Servi-Carban való tesztelés után megbízhatónak bizonyult önindítót csak 1965-ben szerelik be a többi motorba. Először a 73,20 köbinches Model F Duo Glide sorozatban alkalmazzák az FLH modellben. Ezzel megszületik az Electra Glide. 1966-ban a Panhead (Fazékfejű) motorok helyett a Shovelhead (Laposfejű) erőforrásokat használták az Electra Glide modellekben. A kétütemű, egyhengeres, léghűtéses, 175 köbcentis Model BTH Bobcat (Hiúz) csak ebben az évben volt a piacon és 1150 darabot gyártottak belőle. A Bobcat divatos stílus motor volt, de nem tudta felvenni a versenyt a japán motorokkal szemben.

### A vevőkre figyelve
Az új kismotorok bevezetése ellenére a cég alulmaradni látszott a japánokkal folytatott piaci versenyben, 1969 elejére gyakorlatilag a csőd szélére került. A csődtől való megmentést a cég többségi részvényeinek megvásárlása hozta az American Machine and Foundry Company (AMF) dobta, melynek elnöke Rodney Gott, aki már rég óta rajongott a Harley Davidsonokért. Az erőgyűjtés éve után, gyártanak egy 45 köbinches motorú XR750-es versenygépet, amely a legsikeresebb versenymotornak bizonyul. 1971-ben megjelenik a 73,20 köbinches motorú Model FX Super Glide, melyet Willie G. Davidson immár a vásárlói igények figyelembevételével készített. 1973-ra eltűnnek a 65 és a 100 köbcentisek , maradnak a 125-ösök és jönnek a 91-esek. 1974-ben előjönnek a 175-ösök a következő évben pedig eltűnnek a 90-esek és jönnek a 250-esek. 1978-ra pedig minden kis gép eltűnik, és a cég megszünteti együttműködését a Aermacchival, amit aztán a Cagiva vesz meg.

### A HOG
1972-ben megjelennek a 61 köbinches (1000 köbcentis) motorú Sportsterek és ebben az évben alkalmaz először tárcsafékeket a járműveken. 1973-ban befejezik a Servi-Carok gyártását. 1977-ben a cég bemutatta az FXS Low Ridert, üléspozíciója a szokásosnál alacsonyabb volt, és különféle motorépítési stílusokat integrált. A piac örömmel fogadta az új modellt. Ugyanebben az évben Willie G. Davidson megalkotta a Sportster dinamikusabb változatát az XLCR (a rövidítés az excelsior, feljebb kifejezést rejti) Café Racert. Ennek a modellnek volt először feketére festve a motorja a cég történelmében, de nem aratott nagy sikert. 1979-re befejezték a gyártását, s mindössze 3200 darab készült belőle. 1977-ben civil kezdeményezésre Kaliforniában megalakul a Harley-Davidson Tulajdonosok Szövetsége. A szövetség célja az volt, hogy összegyűjtse a különböző típusú Harley-tulajdonosokat. A szervezet hírlevele a Sebességváltó nyíltan kritizálta a motorok gyengeségeit. Ez dühítette a céget, de az elutasítás helyett azt a reakciót akarta kiváltani, hogy közelebb hozza a Harley-tulajdonosokat. Ennek eredménye lett 1983-ban, a Harley Owners Group (HOG), a Harley Tulajdonosok Csoportja megalapítása. (a hog disznót jelent) 1920-ban a gyári versenyzők győzelmüket azzal ünnepelték, hogy a motorra egy (szerencse)malacot is felraktak. Azóta a fanatikus Harley rajongókat a disznó névvel is illetik. Ez lett a gyár által támogatott legnagyobb motoros klub a világon. A HOG 2000-re több mint félmillió tagot számlált világszerte.

### A találkozók tisztelete
1979-ben a Model FX bemutatott 73,20 és 80 köbinches motorokkal felszerelt FXEF Fat Bob formájában is bemutatkozott. A modell azért kapta a Fat (Kövér) nevet, mert kettős üzemanyag- tartállyal és rövidített sárvédőkkel igen robusztus benyomást keltett. Ebben az évben és a következőben is meglátszik, hogy a cég igyekszik felvenni a versenyt a japánokkal. 1980-ban kerül utoljára Shovelhead motor a járművekbe és megjelenik a 80 köbinches FLT Tour Glide, a mai túragépek elődje. Bemutatták az FXB Sturgis modellt, a nevét az egyik leghírhedtebb motorostalálkozó-helyszínről (Sturgis) kapta a nevét. A cég nyíltan elismerte a motoros kultúrához fűződő gyökereit.

### Újult erővel
1981-ben az olcsó japán járművek elárasztották az amerikai piacot. A cég úgy döntött, hogy a válság megoldása érdekében visszavásárolja a céget, ez júniusra sikerült is. 1982-ben jelent meg az FXR, FXR Super Glide modellek. Az 1957-es XL Sportsterek pedig megjelenésük 25 éves évfordulóját ünneplik, ennek jegyében az XL sorozat új erőátviteli rendszert kap. 1983-ban a típusok többségénél visszatér a bordás szíjmeghajtás, mert ez a tartósabbnak bizonyult mint a lánc, számos új modellt hátsó tárcsafékkel látják el. 1984-ben a 80 köbinches Evolution motor váltja fel a Shovelheadet. Ennek az évnek a nagy újdonsága a régi merev hátsó felfüggesztésű gépek átdolgozása. 1985-ben az Evolution térhódítása és 1986-ban már a Sportsterekbe is új motor kerül. A modellek többségénél a bordásszíjas meghajtást használják, bár ebben csak évben csak nosztalgiából az FXR Super Glide lánchajtást kap, de a következő évben ennél a modellnél is lecserélik bordásszíjas meghajtásra. A múltidézés szellemében kiadják az FLST Heritage Softail sorozatot mely a régi Hydra Glide arculatát idézi fel. A céget ebben az évben jegyzik be az Amerikai Értéktőzsdén, s így lett önálló nyilvános tőzsdei cég azóta, hogy 1969-ben beolvadt az AMF-be. 1987-ben részvényeket bocsát ki a New York-i Értéktőzsdén. Ebben az évben vált vezető márkává a nagymotorok amerikai piacán. Szintén ebben az évben a Sportster 30. születésnapját az XLH 1100-as modellel ünneplik meg, majd 1988-ban frissítik a modellt az 1000 köbcentis motor helyébe a nagyobb 1200 köbcentis lép. A Harley-Davidson 85. születésnapját Hazatérés címmel Milwaukee-ban ünnepelték több mint 60 000 rajongóval együtt. Elindult a Harley-Davidson Utazó Múzeum, mely bemutatta a látogatóknak a klasszikus modelleket.

### Dinamikusan
1990-ben a legendássá vált modellel az FLSTF Fat Boy-jal jelentkezett a cég. 1991-ben csak ebben az évben gyártott FXDB Dyna Glide Sturgis modellben jelenik meg az új típusú úgynevezett Dyna-váz, mely egy nagyméretű központi főtartót és rezgésszigetelő gumis motorágyat foglal magában. Ebben az esztendőben minden modell ötsebességes váltót kapott. 1992-ben folytatódott a Dyna-váz bevezetése, csak abban az évben gyártott FXDB Dyna Glide Daytona és az FXDC Super Dyna Glide Custom modellekkel. Családegyesítés címmel 1993-ban ünnepelték a Harley-Davidson 90. születésnapját, Milwaukee-ban 100000 motoros részvételével. A cég kisebbségi tulajdont vásárolt a Buell Motorcycle Companyban. 1994-ben az FLHR Road King és az FXDS Convertible megjelenésének az éve. A cég a VR 1000-es, kettős felülvezérlésű, folyadékhűtéses motorral beszállt a Superbike-versenyekbe. 
Eredetileg ez a motor adta volna a 2002-es modellévben megjelent V-Rod számára kifejlesztett Revolution erőforrás alapját. 1995-ben a cég bemutatta első elektronikus üzemanyag befecskendező medelljét a FHLTCUI Ultra Classic Electra Glide-ot. Ez a jármű volt egyben a cég első elektromos önindítóval szerelt Electra Glide-nak, a harmincadik születésnapját ünneplő jubileumi kiadása is. 1996-ban az 1200 köbcentis Custom és Sport modellekkel bővül a Sportsterek sora. A Sport-on alkalmazta először a cég a szabályozható rugózást gáztöltésű hátsó lengéscsillapítóval, szabályozható erőfeszítéssel. 1997-ben új üzemet nyitottak Kansas Cityben, ahol Sportszereket kezdtek gyártani. Később ez a bázis lett a V-Rodok „szülőhelye” is. A cég történetében először az Egyesült Államokon kívül létesített összeszerelő üzemet a brazíliai Manausban. 
Ugyanebben az évben 49 százalékra növelte részesedését a Buellben majd a következő évben övé is lett a vállalkozás. 1998-ban a Harley-Davidson a 95. születésnapjára több mint 140000 motoros gyűlt össze. Ekkor már készen áll a legnagyobb 88 köbinches (1442 köbcentis) lökettérfogatú Twin Cam 88-as motorja, amelyet a következő évben kap meg az FLHT és az FXD, azaz a Touring és a Dyna modellcsalád. 2000-ben a Softail modelleket is a Twin Cam 88 B motrokkal szerelték fel (mindegyiket négydugattyús féknyergekkel láttak el). A Harley-Davidson ekkor immár a tizenötödik egymást követő évben ért el rekorderedményt. Összesen 204592 járművet adott el (15,5%-kal többet mint 1999-ben). Forgalma az elmúlt évhez viszonyítva 18,5%-kal (2,9 milliárd dollárra) ; nyeresége 30%-kal (347,7 millió dollárra) emelkedett.

### Formabontó módon
2001-ben a V-Rod a gyártását a cég a Porschéval összefogva kezdte meg. Mind a két vállalat 10-10 millió dollárt fektetett be a közös vállalkozásba, melyből a Porsche részesedése 49% volt. A német autógyárat az is motiválta, hogy motorgyártás terén tapasztalatokat kívánt gyűjteni. Ebben az évben a Softailok üzemanyag befecskendezést kaptak. A 2002-es modellévre szánt VRSCA V-Rod formai megoldásai és motorja lényegesen különbözött az addig megszokott modellektől mégis nagy sikert aratott és a vásárlóközönség valódi Harleynak fogadta el. A cég ebben az évben 263’653 motorkerékpárt adott el. 2003-ban a márka a 100. születésnapját ünnepelte. Ebben az évben a cég bevétele 4,6 milliárd dollár volt, a nyereség pedig 760,9 millió dollárra nőtt és ebben az esztendőben 291’147 motorkerékpárt adott el. Az előző évhez képest Európában 6,7%-kal nőtt az eladott darabok száma, az Egyesült Államokban pedig 8,8%-kal. Hazánkban ebben az évben 199 darabot adtak el ami a dinamikus fejlődés eredménye, 1999-ben 26 darab, 2000-ben 45 darab, 2001-ben 99 darab, 2002-ben 145 darab talált gazdára. 2004-ben a cég árbevétele 5 milliárd dollárra nőtt. A Harley-Davidson 317’289 motorkerékpárt adott el, melyből Európában 24’594 darab kelt el. 2005-ben az olajárak emelése nem tett jót a járműiparnak. A cég ebben az évben 339’000 motorkerékpár értékesítését tervezte, de ezt a számot az első negyedév végén 329’000-re mérsékelte. Az év közepén a 2004-eshez képest 4 százalékos eredménycsökkenést prognosztizált a cég. A hírnév és a dicsőség azonban töretlen.
Harley Davidson motor idővonal
1903 – Egy hengeres – F-head
1909 – Az első kéthengeres – F-head
1911-1929 F-Head : Az F-Head legnagyobb jellemzője a szívó- és kipufogószelepek hajtásformája és elhelyezkedése. Az F-Head szívószelepe a henger tetején van kialakítva, és a szelepet a forgattyús tengely ereje nyitja és zárja a csapágyon keresztül, míg a kipufogószelep a dugattyú oldalán helyezkedik el, és a forgattyús tengely erejét szintén a csapágy közvetíti. És ez a kialakítás lett a Harley-Davidson későbbi Side Valve (oldalszelep) konstrukciójának alapköve is, amely tovább inspirálta a V-Twin motort az OHV (over head valve) szerkezet felé való elmozdulásra.
1929 Flat Head – 1929-ben a Harley Davidson sikeresen kifejlesztette a "Flathead" nevű V-Twin motort. A Flathead az első sorozatgyártású motor, amelyet a Harley Davidson oldalszeleppel tervezett. Az úgynevezett oldalszelep (más néven oldalszelepes motor vagy L-fejű motor) azt jelenti, hogy a szívó- és kipufogócső helyzete alacsonyabb, mint az égéstér, és a henger oldalán egymás mellett helyezkedik el, ezért nevezik oldalszelepnek. Azért nevezik "Flathead"-nek, mert a szívó- és kipufogócső a henger oldalán van elhelyezve, ami lapos hengerfejet eredményez. A Flathead valójában az autókban legkorábban használt szelepforma. Előnye az egyszerűség, az olcsóság és a stabil szerkezet. A mai napig még mindig sok olyan gép van, amelynek szüksége van ezekre a tulajdonságokra, például mezőgazdasági gépek és fűnyírók. A Flatheadet később számos különböző változatban fejlesztették tovább, és 1972-ig használták, így ez az egyik leghosszabb élettartamú motor. Az első Flathead körülbelül 750 köbcentiméteres lökettérfogatú motor a klasszikus D-modellre került.
1936-1947 Knucklehead -  1936-ban a Harley Davidson jelentős változást hajtott végre a motorkonstrukcióban, azaz megjelent az első V-Twin motor, a Knucklehead, amelyet OHV formájában terveztek.  Mivel az OHV kialakítás nagymértékben javította a szelepek hatékonyságát a korábbi Flatheadhez képest, a Knucklehead teljesítménye is új szintre lépett. A Knucklehead erőteljes nyomatékkal rendelkezik alacsony fordulatszámon, és a "V" alak szögének beállításával változtathatja a rezgésritmust és a kipufogóhangot. Ezeket a technológiákat és funkciókat a mai napig használják. A kezdeti időkben a Knucklehead hengerűrtartalmát 1000 köbcentiméterben határozták meg, később pedig kifejlesztettek egy 1200 köbcentis változatot. A lökettérfogat nagyobb, mint korábban, és a Knuckleheadet azóta Big Twin néven emlegetik (a Flathead Baby Twinjéhez képest). A Knucklehead az OHV-konstrukcióhoz tartozik. A szelepek helyzete a Flathead oldalsó kialakításáról a felsőre változott. Ezenkívül a szelep köré olajkenéses kialakítás került, ami szintén bonyolultabbá teszi a motor tetejének formáját, ami egy  egy ökölbe szorított, felfelé néző bütykökre emlékeztető megjelenést eredményez. Innen ered a Knucklehead elnevezés is.
1948-1965 Panhead – A híres Harley-Davidson Panhead motor 17 évig, 1948-tól 1965-ig állt szolgálatban, és a hozzáértők csak Panheadként emlegetik. De még ma is, fél évszázaddal e motor gyártásának befejezése után, számos későbbi autógyár még mindig gyártja a híres ikermotor replikáit! Mert a Panhead valóban ikonikus, és sokak szerint a valaha épített legszebb Harley-Davidson motor!
1966-1983 Shovelhead – A Shovelhead a Harley OHV V-twinjének harmadik változata a Knucklehead és a Panhead után. Ez egy modern, megbízható és hatékony motor. Ami a felszereltséget illeti, a fej valóban újdonság ennél a motornál, a hengerfejek alumíniumból, a hengerek öntöttvasból készültek, egyetlen bütyköstengely négy vezérműtengellyel, hengerenként 2 szeleppel.
1984-1999 Evolution – Blockhead néven is emlegetik. A Harley-Davidson az új motornak az Evolution nevet adta, ami az újjászületést szimbolizálja. A Shovelheadhez képest a legnagyobb különbség az Evolution megjelenésében az, hogy a hengerfej, a felső és a hengerblokk mind alumíniumötvözetből készült, ami jelentősen javítja a súlyt és a hőelvezető hatást. A motor belsejében az öntöttvas henger és az alumíniumötvözetből készült henger kombinációja mellett a szelep is nagyobb pontosságú a számítógépes gyártási folyamatnak köszönhetően. Ezenkívül a Harley-Davidson megtervezte az alumíniumötvözetből készült dugattyút, és 12% szilíciumot adott hozzá, ami nagymértékben csökkenti a súrlódási veszteséget és a hőtágulást működés közben. Ezen kívül a CV (negatív nyomású karburátor) használata is egy olyan motortechnológia, amely ebben az időszakban kezdődött. 
1999-2006 Twin Cam 88 – 1999-ben a Harley-Davidson kiadta a Twin Cam 88 motort, amely felváltotta az Evolution motort. A lökettérfogat az eredeti 1340 köbcentiméterről tovább nőtt 1450 köbcentiméterre, és a kimenő teljesítmény is jelentősen javult. Ezt az új Dyna és Touring sorozatba építették be. A Twin Cam motor mindkét hengerében két független vezérműtengely van (vagyis az úgynevezett dupla vezérműtengely), így az 1450 cm3-es lökettérfogat és a két vezérműtengely kialakítása nem csak a hengerblokk oldalán hagy nagyobb teret az űrnek, hanem a megnövelt hengerfurat miatt a nagyobb lökettérfogatért és lóerő leadásért cserébe. Emellett a henger körüli hűtőbordák is tovább bővültek. A Twin Cam88 hűtőbordája 50%-kal nagyobb, mint az Evolutioné, így a léghűtéses motor legfontosabb hőelvezetési hatékonysága is jelentősen javult.

## Külső hivatkozások
- A Harley-Davidson hivatalos honlapja
- A Harley-Davidson magyar honlapja
- Harley-Davidson fesztivál a FesztiválPortálon
- Tod Rafferty: Harley-Davidson. A motorok királya; ford. Vadász Gyula; JLX, Bp.–Los Angeles, 1994
- Jim Lensveld: Harley-Davidson. Az amerikai legenda; ford. Erős László; Gabo, Bp., 1996
- Albert Saladini–Pascal Szymezak: Harley-Davidson. Történelem, találkozók, új modellek, egyedi motorok; ford. Babits Péter; Alexandra, Pécs, 1999
- Hugo Wilson: A Harley-Davidson története; ford. Szabó Attila; Panemex–Grafo, Bp., 2002
- Brock Yates: A törvényen kívüli gépezet. A Harley-Davidson és az amerikai szellem; ford. Szente Mihály; Szukits, Szeged, 2003
- Albert Saladini–Pascal Szymezak: A Harley Davidson nagykönyve; ford. Babits Péter, Király Róbert; Alexandra, Pécs, 2006
- Randy Leffingwell–Darwin Holmstro: Harley-Davidson. A gyári gyűjtemény legszebb motorkerékpárjai; előszó Bill Davidson, ford. Póla Gergely; Gabo, Bp., 2008
- Rapkay Zoltán: Harley-Davidson. Milwaukee – gépszázad; 2. bőv. kiad.; Palatia, Győr, 2022